# 카와노 나오키
카와노 나오키(일본어: 川野 直輝 かわの なおき[*], 1982년 2월 22일 ~ )는 일본의 배우이다.

## 출연작

### TV 드라마
- 2007년 ~ 2008년 수권전대 게키레인저 - 론 역
- 가면라이더 더블 - 진 도펀트 역
- 가면라이더 위자드 - 키자키 마사노리 역

## 영화
- 극장판 염신전대 고온저 vs. 게키레인저 - 론 역